# Combin de Valsorey
El Combin de Valsorey o Grand Combin de Valsorey (4.184 m) es una montaña en los Alpes, en el Grand Combin de los Alpes Peninos. Se encuentra en el suizo Cantón del Valais.
Se encuentra al oeste de la cima principal, el Combin de Grafeneire.
La vía normal de ascenso pasa por la Spalla Isler a lo largo de su vertiente sur. Se puede partir del Refugio Franco Chiarella all'Amianthe o de la Cabaña de Valsorey y pasando por el Vivac Biagio Musso.
Según la clasificación SOIUSA, el Combin de Valsorey pertenece:
- Gran parte: Alpes occidentales
- Gran sector: Alpes del noroeste
- Sección: Alpes Peninos
- Subsección: Alpes del Grand Combin
- Supergrupo: Cadena Grand Combin-Monte Velàn
- Grupo: Grupo del Grand Combin
- Código: I/B-9.I-B.4